# Бурубва, Дидас
Дидас Даниэле Рутсока Бурубва (швед. Didace Daniele Rutsoka Burubwa; род. 9 марта 2005) — шведский футболист, полузащитник клуба «Норрчёпинг».

## Клубная карьера
Является воспитанником «Норрчёпинга», в котором прошёл путь от детской до молодёжной команды. Регулярно выступал за юношеские команды академии клуба. 6 ноября 2023 года впервые попал в заявку основной команды на матч предпоследнего тура с «Варбергом». В компенсированное ко второму тайму время он дебютировал в чемпионате Швеции, выйдя на поле вместо Исака Сигюргейрссона.

## Карьера в сборной
В 2021 году провёл два матча за юношескую сборную Швеции до 17 лет в товарищеском турнире. Дебютировал в её составе 27 октября во встрече с Бельгией. В следующей игре с Данией забил первый мяч.

## Клубная статистика
| Выступление      | Выступление      | Выступление      | Лига | Лига | Кубки | Кубки | Конт. кубки | Конт. кубки | Итого | Итого |
| Клуб             | Лига             | Сезон            | Игры | Голы | Игры  | Голы  | Игры        | Голы        | Игры  | Голы  |
| ---------------- | ---------------- | ---------------- | ---- | ---- | ----- | ----- | ----------- | ----------- | ----- | ----- |
| Норрчёпинг       | Алльсвенскан     | 2023             | 1    | 0    | 0     | 0     | 0           | 0           | 1     | 0     |
| Норрчёпинг       | Итого            | Итого            | 1    | 0    | 0     | 0     | 0           | 0           | 1     | 0     |
| Всего за карьеру | Всего за карьеру | Всего за карьеру | 1    | 0    | 0     | 0     | 0           | 0           | 1     | 0     |